# ユニティ・ヴァルキリー・ミットフォード
ユニティ・ヴァルキリー・ミットフォード閣下（英: The Hon. Unity Valkyrie Mitford、1914年8月8日 - 1948年5月28日）は、イギリスの貴族令嬢で女性ファシズム運動家。ミットフォード姉妹の一人、またアドルフ・ヒトラーを取り巻く女性の一人として知られる。

## 生涯

### 出生
後に第2代リーズデイル男爵となるデイヴィッド・フリーマン＝ミットフォード（愛称はファーブ）とその妻シドニー（旧姓ボウルズ）（愛称はマブ）の第五子（四女）としてロンドンビクトリアロード49番地にあった夫妻の自邸で生まれる。
父デイヴィッドは日本とも縁が深い初代リーズデイル男爵アルジャーノン・フリーマン＝ミットフォードの次男である。デイヴィッドの兄クレメントは第一次世界大戦で戦死したため、リーズデイル男爵の爵位はデーヴィッドが継いだ。デーヴィッドの母クレメンタインはエアリー伯爵家の令嬢であり、このエアリー伯爵家を通じて後の英国首相ウィンストン・チャーチルと縁戚関係があった（デーヴィッドの従姉妹の夫がチャーチル）。
母シドニーは庶民院議員トーマス・ボウルズの娘だった。
長姉にナンシー（1904-1973）、次姉にパメラ（愛称パム）（1907-1994）、兄にトーマス（愛称トム）（1909-1945）、三姉にダイアナ（1910-2003）がいた。またユニティの誕生後に妹のジェシカ（愛称デッカ）（1917-1996）とデボラ（愛称デボ）（1920-2014）が生まれている。
ファーストネームの「ユニティ」は母シドニーが好きな女優ユニティ・ムーアに因む。ミドルネームの「ヴァルキリー」はリヒャルト・ワーグナーの熱狂的崇拝者だった祖父アルジャーノンが名付けた物で、ワーグナーのオペラ「ニーベルングの指環」に登場する北欧神話の女神ワルキューレに因んでいる。もっともユニティは家族の間では「ボボ」の愛称で呼ばれていた。

### 幼女・少女期
ミットフォード家は1919年にオックスフォードシャーのアストホール邸を購入してそこへ移住した。
父も母も風変わりな人物だったのでミットフォード家の娘たちは特殊な環境の中で育った。父デーヴィッドは癇癪持ちで、「姉妹一の悪がき」だったユニティはよく父親に殴られたという。母シドニーは後継ぎである息子トーマス以外の姉妹たちに養鶏場の収入以上の教育費をかける意思はなく、学校へ通わせずに家庭教師から教育を受けさせていた。しかし気性の荒いユニティだけは特別に寄宿学校へ入れられたことがあったが、結局ユニティが飛び出してしまったらしい。ミットフォード家の家庭教師は姉妹たちのいたずらのせいで長続きせず、頻繁に交代したという。他の姉妹たちによれば特にユニティのいたずらは容赦がなかったという。
ユニティは妹のジェシカと仲が良く、二人はお互いを「バウド」と呼び合い、「バウドルディッジ語」という専用の言語を作って大人たちに気づかれないよう品のない会話をしたという。しかしやがてユニティはファシズム、ジェシカは共産主義に傾倒するようになり、二人はイデオロギー対立をするようになった。二人の部屋の中央には境界線がひかれ、片側にはヒトラーのポスターと鉤十字のマーク、反対側にはレーニンのポスターとハンマー・鎌のマークが貼り付けられたという。ジェシカは自分が政治に興味を持ったことがユニティに影響を与えたと主張するが、ユニティの伝記作家デーヴィッド・プライス＝ジョーンズによればジェシカが初めて政治に興味を持った年の前年の1930年にはユニティはすでに反ユダヤ主義本『ユダヤ人ジュス(Jew Suss)』を所持していたといい、その頃にはすでにファシズムに傾倒していた可能性もある。

### 社交界デビュー
ユニティは1932年春に社交界にデビューした。この頃ユニティは180センチを超える長身になっており、また綺麗なブロンドの髪で人々に注目された。
しかし社交界でもいたずら好きが目立った。エキセントリックな格好をして現れ、ひまし油をサラダに注いだり、安楽椅子の上に画鋲をおいたりした。ペットの白ネズミや蛇を連れてくることもあった。（恐らくユニティが意図的に解放して）これらのペットが逃げ出して会場がパニックに陥ることもあった。
バッキンガム宮殿で初めて国王の謁見を賜ろうという日に国王の罵倒を行い、さらに宮殿から王家専用便箋を盗み、母シドニーの肝を冷やしたという。

### 英国ファシストに
ユニティは1933年6月に姉ダイアナから彼女の恋人である第6代準男爵サー・オズワルド・モズレーを紹介された。モズレーの思想に共鳴して彼の率いる英国ファシスト連合(BUF)に加入した。この組織はイタリアファシストの黒シャツ隊と同じく黒いシャツを着て活動し、ナチスと同じく指導者原理に基づいてモズレーを「リーダー」と呼び、「ハイル・モズレー」を敬礼にして彼に絶対服従することを要求した。
ユニティはダイアナとともにドイツへ渡り、1933年のニュルンベルク党大会に参加した。以前ロンドンのパーティーで知り合ったナチ党幹部エルンスト・ハンフシュテングルを通じてアドルフ・ヒトラーと面会しようとしたが、副総統ルドルフ・ヘスにより退けられたという。直接の面会は叶わなかったが、党大会にウィリアム・ジョイスとともにBUF代表使節として参加した。ユニティはイブニング・スタンダード紙(en)の取材に対して「アドルフ・ヒトラーを初めて見た時、私はすぐに彼こそが私の会いたかった人だと分かりました」と語った。

### ヒトラーとの出会い
帰国後ドイツに留学したいと両親を説得し、1934年春にミュンヘンへと渡った。ユニティには大学入学資格がなかったため、上流階級向けの全寮制語学学校へ入った。
ユニティによると彼女とヒトラーが知り合ったのは「オステリア・バヴァリア」という老舗レストランであったという。このレストランはヒトラーのお気に入りだった。彼女は父親の仕送りを使ってこのレストランで一日2回食事してヒトラーから声をかけられるのを辛抱強く待った。初めのうちヒトラーはユニティを気に留めなかったが、やがていつも同じ席から同じ女性が自分に視線を送っていることに気づき、店員に「あの女性は誰なのか」と聞くなどユニティのことを気にするようになり、そしてとうとう1935年2月9日にヒトラーのテーブルにユニティが招かれたという。二人は30分にわたって話し合い、ユニティはヒトラーをイギリスに誘ったが、ヒトラーは「行ってみたいが国元を空けると革命が起きるかもしれない」と断ったという。一方ヒトラーは「自分は建築の勉強をしていたのでロンドンの事はよく知っていると思う。ロンドンは世界一の都市だ」「イギリスとドイツという同じ北方人種の国家間の対立を煽っている国際ユダヤ人の策略を許してはならない」と語ったという。さらにヒトラーは絵葉書に「フロイライン（嬢）・ユニティ・ミットフォードへ、ドイツとアドルフ・ヒトラーとの友情の思い出に」と書いて渡してくれたという。
ユニティは姉ダイアナへの手紙の中で「幸せすぎてもう死んでもかまわないと思いました。私は世界一幸運な娘です。興奮しすぎとマブなら言うかもしれませんね。でも私にとってあの人は歴史上もっとも偉大な人物です。この目で見るだけでも幸せなのに隣に座って会話できるなんて」という感想を書いている。

### ナチスとの交流
ヒトラーは、イギリス貴族の出自、強固なファシズム思想、ワーグナーの影響を受けた「ヴァルキリー」のミドルネーム（しかもこの名を付けたユニティの祖父はワーグナー一家と親しい間柄だった）、金髪碧眼長身の美女という北方人種の容姿を持つユニティこそ英独を結び付ける象徴となると考えるようになった。ユニティ自身も母が自分を身ごもった地がカナダのスワスティカ（鉤十字）(en)という場所だったことと「ユニティ・ワルキューレ」というドイツ語風の名を使用して自らの神話的なイメージを創造した。
1935年4月初め、ユニティはオズワルト・モズレー卿、ヴィクトリア・ルイーゼ・フォン・プロイセン（ドイツ皇帝ヴィルヘルム2世の娘）、ヴィニフレート・ワーグナーとともにヒトラーの私邸に招かれた。続く4月10日のヘルマン・ゲーリングとエミー・ゲーリングの結婚式にもユニティはヒトラーの側で臨席し、人々から注目された。以降ミュンヘンやベルリンの社交界に参加するようになり、急速にドイツ上流階級・ナチス政治指導層に顔が利くようになった。
7月にはユリウス・シュトライヒャーの悪名高き反ユダヤ新聞『シュテュルマー』にユダヤ人排斥に協賛するユニティの手紙が掲載された。さらにシュトライヒャーからの依頼でニュルンベルク近くのヘッセルベルクでのナチ党集会に貴賓として参加し、そこでスピーチを行った。
しかしこうした行動が英国の新聞に問題視され、ナチ式敬礼をするユニティの写真が「ヒトラーを愛する女」「貴族の娘はユダヤ嫌い」などという見出しで報道された。父母は全国紙から娘の行動に関するコメントを求められて愕然とし、ユニティに帰国を命じ、ユニティは一時英国へ戻ることとなった。

### ヒトラーの側近くで
しかしまもなく父デーヴィッドがお目付役として同行する条件でユニティはミュンヘンへ戻る事を許された。1935年9月の党大会ではユニティはもはや観客の一人ではなく、ヒトラーとともに演壇の上に立つ立場であった。ヒトラーとの同道が多くなるとヒトラーの護衛たちから「ミットファールト(Mitfahrt)」（ドイツ語で「同行・同乗」を意味する語）というあだ名を付けられるようになった。またユニティはヒトラーの目的地に先に到着している事も多く、ヒトラーの側近の中には彼女をイギリスのスパイではないかと疑う者もいたという。
ユニティは家族と会話するかのようにヒトラーとおしゃべりすることができた。エーファ・ブラウンもヒトラーの部下たちもヒトラーに対しては常に控えめな態度を取ったし、姉ダイアナもヒトラーに対してはあくまで総統として接していた。したがってユニティこそが最もヒトラーに気安く接することができる人物だった。ヒトラーはユニティのことを「キント（子供）」、ユニティはヒトラーのことを「ウルフ」と呼びあい、二人だけの個人的なジョークを言いあうほど親しかった。
ユニティはやがて、エーファ・ブラウンの存在を知ったが、敬愛する総統が売り子風情と恋仲にあることが許せず、エーファが働くハインリヒ・ホフマンの写真屋に乗り込んだという。ブランド品を見慣れたユニティはエーファの靴が写真屋の売り子の収入だけではとても買えるはずのないフェラガモのニューデザインであることに気づき、エーファとヒトラーとの関係を確信したという。
ユニティとヒトラーの結婚の噂がささやかれていたが、二人はセックスの関係には至っていないとされている。姉ダイアナは「ヒトラーはセックスにほとんど関心がなく、絶対にユニティと寝ていない。ユニティと一緒にいるのは好きだったけど、それ以上の関係ではなかったと思う」と述べている。アルベルト・シュペーアも「彼女は彼と関係したかったでしょうが、彼が彼女の手を握る以上の事をしたかは私には甚だ疑問です」と述べている。またレニ・リーフェンシュタールの証言によるとレニがユニティとの関係をヒトラーに問うたところ、ヒトラーは「あの娘は大変に魅力的だが、たとえどんなに美人でも私は外国人とは親密な関係にはなれない。祖国を愛するあまりドイツ人女性以外愛することはできないのだ」と答えたという。

### ナチス擁護活動
ユニティは外国の報道機関の取材にも積極的に応じ、ヒトラーは善良な人物であり、平和を望んでいること、また親英論者であり、将来的にイギリス軍とドイツ軍が北方人種を守る軍隊として統合されることを望んでいることなどを語った。またオーストリア併合直前、親戚のチャーチルがヒトラーを批判している演説を読んだユニティは彼に宛てて手紙を書き、オーストリア人はみな併合を歓迎している旨を書き送った。それに対してチャーチルは「公正な選挙が行われていたらオーストリア国民はナチスの支配下に入る事を拒否したはずだ」と返信した。
家族でナチス支持に共感していたのははじめダイアナだけだったが、やがて父デーヴィッド、母シドニー、兄トーマスもナチスにシンパシーを感じるようになった。ユニティの説得でドイツを訪問した父母をヒトラーはお茶に招き、また夫妻のドイツ旅行のためにメルツェデス・ベンツを運転手付きで用意した。これに夫妻はすっかり気をよくし、ニュルンベルク党大会にも来賓として出席するようになったのであった。母シドニーはヒトラーをユニティの婚約者候補であると語り、父デーヴィッドはイギリス貴族院での演説でヒトラーの外交を「平和政策」として絶賛した（ただ父デーヴィッドはユニティをヒトラーと結婚させる意思はなかった）。
ズデーテン併合の直前にユニティは挑発するかのようにナチ党のバッジを付けてプラハの町を歩いたが、チェコスロバキア警察により逮捕された。これを受けてナチスの報道機関は一斉に「無害な女性ツーリスト」を逮捕するチェコスロバキア政府の強権ぶりを批判し、このような圧政下からズテーテンラントを解放せねばならないという論陣を張った。ユニティも釈放後にチェコスロバキア警察から恐ろしい扱いを受けたことをインタビューで語った。

### 英独開戦阻止へ努力
ドイツとイギリスを行き来していたユニティだったが、英独の緊張は高まっていき、1938年6月にイギリスではドイツへの渡航にビザ申請が必要になった。これに激怒したユニティはミュンヘンに永住する決意を固めた。ヒトラーは彼女の決意を歓迎し、彼女にふさわしい住居を提供すべしと命じ、高級住宅がユダヤ人から没収されて彼女に与えられることとなった。いまだ持ち主であるユダヤ人老夫婦が不安に怯えながら暮らしている時にユニティは女友達と一緒に家の中に上がり込んできて計量やインテリアプランを立てはじめたという。ミットフォード家の伝記作家メアリー・S・ラベル(en)は「この部屋を手に入れた時点でユニティは一線を越え、もはや歴史的に名誉回復は不可能な地点へ踏み込んでしまった」と評価する。ユニティ当人はダイアナの手紙の中でそのユダヤ人たちについて「海外へ行くんですって」と書いている。
それでもユニティは開戦直前まで英独の戦争を回避したがっていた。1939年にイギリスの『デイリー・ミラー』紙は「ミス・ミットフォードの願い」と題するユニティの寄稿文を掲載した。そこでユニティは「イギリスとドイツには共通点が多い。敵になる必要はない。ヨーロッパ大陸一の強国ドイツと広大な植民地を持つイギリスは同盟国になるべきである」「ヨーロッパが栄えるか滅びるかその命運は北方ゲルマン人種にかかっている」として英国民に英独同盟を訴えた。ユニティは常々家族にもしドイツとイギリスが戦争になったらそんな悲劇は見たくない、死んだ方がマシだ、と語っていた。
1939年8月22日には姉ダイアナに独ソ不可侵条約について「これでイギリスもヒトラーに刃向おうとはしないはずだ」と喜ぶ手紙を書いている。8月終わり頃、イギリス領事はユニティを呼び出して「これ以上ドイツに留まるならイギリスの保護は受けられなくなる」と通告して帰国を薦めたが、ユニティは「自分にはそれよりずっと強力な保護（ヒトラー）がある」と言い返して帰国を拒否した。
だがこの頃のユニティの環境は孤独だった。戦争を目前にしてヒトラーは国事に忙しく、イギリスの友達はみな帰国し、ドイツの友達は実家に帰ってしまった。ユニティの方から友達に会いに行ってもみな戦争に怯えていた。

### 英独開戦と自殺未遂
イギリスがドイツに宣戦布告した1939年9月3日にユニティはオーバーバイエルン大管区指導者アドルフ・ワーグナーと会見し、英国籍の自分は逮捕されることになるのだろうかと尋ねた。ワーグナーは「そのようなことはありえない。貴女の安全は私が保証する」と答えたが、ユニティには聞こえていないようだった。ユニティは彼に封筒を預けた。開戦があった日であるからワーグナーも多忙であり、ユニティにそれ以上構っている暇はなかった。午後にヒトラーと電話している時にようやくユニティの封筒の事を思い出して開けてみた。中にはユニティが大事にしていたヒトラーのサイン入り写真とナチ党員バッジとともに「イギリスとドイツの戦争は耐えられないので自殺する」という内容の遺書が入っていた。びっくりしたワーグナーは再度ヒトラーに電話し、ヒトラーはすぐにユニティを探し出すよう命じた。
この時すでにユニティは彼女のお気に入りの場所だったミュンヘン市内の英国庭園でこめかみを撃って自殺を図っていた。警察官がすぐに発見したためミュンヘン大学病院に担ぎ込まれ、一命を取り留めた。しかし弾丸が後頭部にめりこんでいたため摘出は危険としてそのままにされ、数日間意識不明状態が続いた。意識が戻った時ユニティの顔は腫れあがり、脳の言語中枢が破壊されていた。ユニティは会話することもできない状態になっていた。
ヒトラーはユニティの病室に時折花を贈ったり、病院に容体を問い合わせたりしたが、見舞いにはあまり行かなかったようである。見舞いに行った回数については意見が分かれているが、確実に行ったと考えられているのは1939年11月8日の一度だけであるという。その時には少し会話ができるようになっており、ヒトラーが何をしたいか尋ねると、ユニティは数週間イギリスへ帰り、それからミュンヘンに戻りたいと語ったという。ユリウス・シャウブによるとヒトラーはユニティの状態に酷く動揺し、シャウブに以降の見舞いを頼んだという。そして病院にユニティの治療費を全額支払い、中立国スイスへ送る手配を進めた。英国でも父デーヴィッドが戦争大臣オリバー・スタンリーへ働きかけてユニティへの尋問を免除させ、母シドニーが1600ポンドを費やして医療設備を備えた豪華客車を手配していた。こうしてユニティはスイスのベルンを経由して鉄道でフランスのカレーまで移送され、そこから海路でイギリスへと帰国した。

### 帰国
ドイツでは宣伝大臣ヨーゼフ・ゲッベルスが徹底的な報道管制を敷いたため、ユニティの自殺未遂の件をドイツマスコミが報道することはなかった。しかし英国ではマスコミが「『ヒトラーを愛する女』がヒトラーと喧嘩して自殺した」、「ハインリヒ・ヒムラーの命令で射殺された」など好き勝手に報道していた。ユニティが帰国する際にもマスコミが大量に集まってきて、ユニティと家族は質問攻めにあった。「帰国してうれしいですか？ミス・ミットフォード？」という質問にユニティは「私は皆さんの味方ではないけれど、イギリスに戻れてとても幸せです」と答えている。
オックスフォードの病院に入院したが、ドイツの病院で手は尽くされており、脳の銃弾は摘出しないほうが良いという結論になった。ユニティはやがて退院したが、排泄もコントロールできず、食事をぼろぼろこぼしたり、まともに字の読み書きもできなくなっており、子供のような状態になっていた。1940年にようやく歩けるまで回復したが、記憶障害になっており、ヒトラーのことは曖昧に覚えているだけで第二次世界大戦についてはまったく知らない状態だった。
両親はスコットランドにあるミットフォード家所有のインチ・ケネス島へユニティを連れて移住し、そこで戦争が終わるまで静かに暮らそうと考えていたが、戦時中同島は他の沿岸区域と同様に「保護区域」に指定されていたため、政府の許可なく立ち入りできなかった。デーヴィッドには移住許可が下りたが、ナチス支持者と看做されたユニティと母シドニーには許可が下りなかった。結局デーヴィッドはメイド一人だけ連れて同島へ移住していった。一方ユニティは母シドニーに連れられてアストホールへ戻っていった。
1941年4月19日には妹デボラの結婚式に出席している。
ノルマンディー上陸作戦成功後の1944年7月にユニティにインチ・ケネス島への移住許可が出て移住した。1945年には自動車の運転ができるまでに回復した。映画館や教会にも行くようになった。また頭の中に銃弾があるという不安な状態が彼女を敬虔にし、様々な宗派に入信した。しかし相変わらず排泄はコントロールできず、また些細なことで癇癪を起こしたという。

### 死去

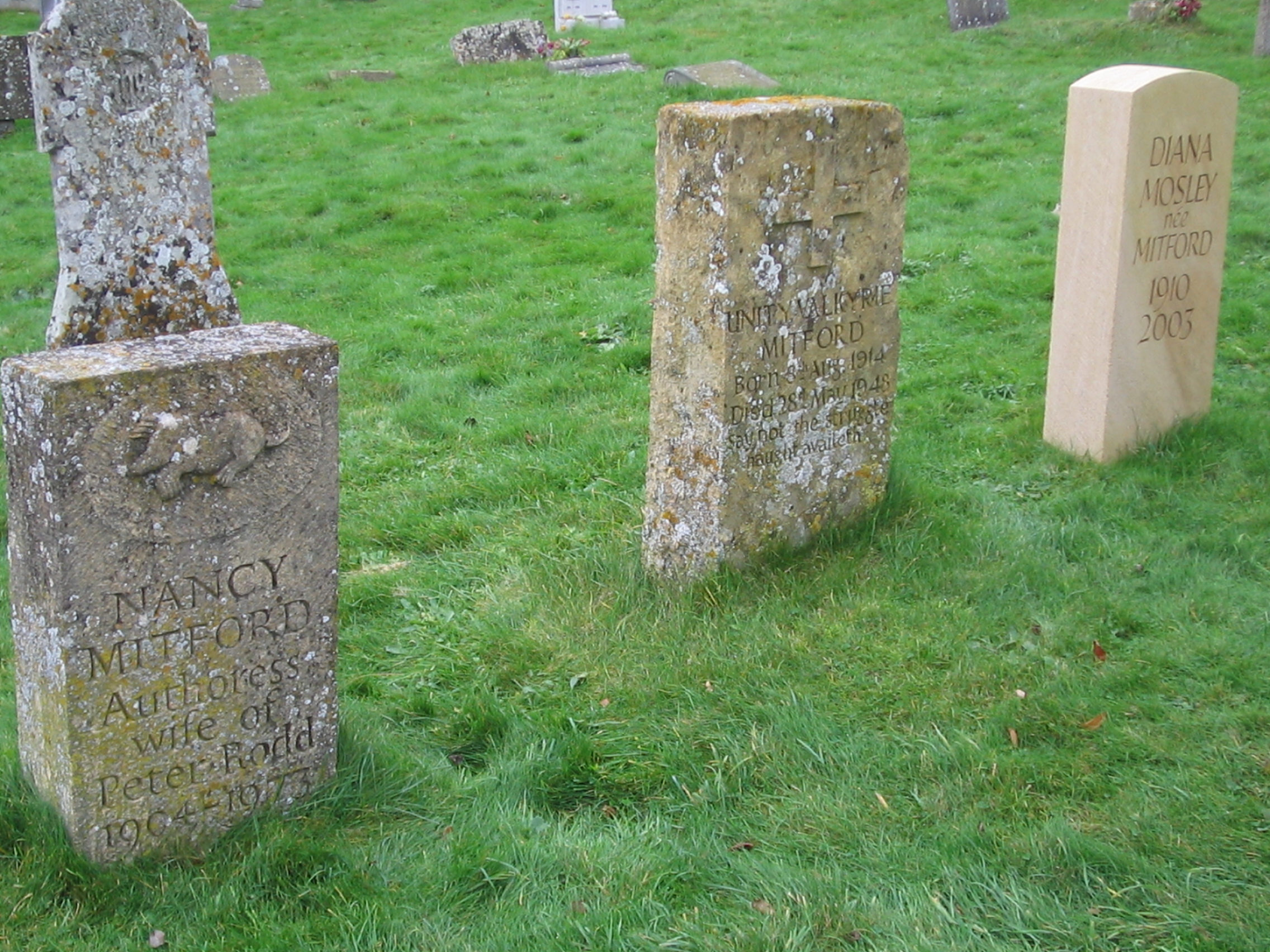
左からナンシー、ユニティ、ダイアナの墓。オックスフォードシャー・スウィンブロック(en)の墓地。

1948年春ごろインチ・ケネス島でユニティは頻繁に頭痛に苦しんだ。専門医が呼ばれたところ、髄膜炎と診断され、5月27日深夜にスコットランド・オーバンの病院へ担ぎ込まれた。しかし痙攣性の発作を起こして意識を失い、5月28日10時頃に息を引き取った。死因は頭の古傷の感染症による肺球菌性脳膜炎だった。
ミットフォード家にとっては1945年にビルマ戦線で戦死した息子トーマスに続く家族の死だった。母シドニーは友人に宛てた手紙の中でユニティの次の言葉を唯一の慰めにしていると書いている。ユニティはこう言ったという。「戦争が始まるまでは、私ほど幸せな青春時代を送った人間はいないわ」。

## 家系図

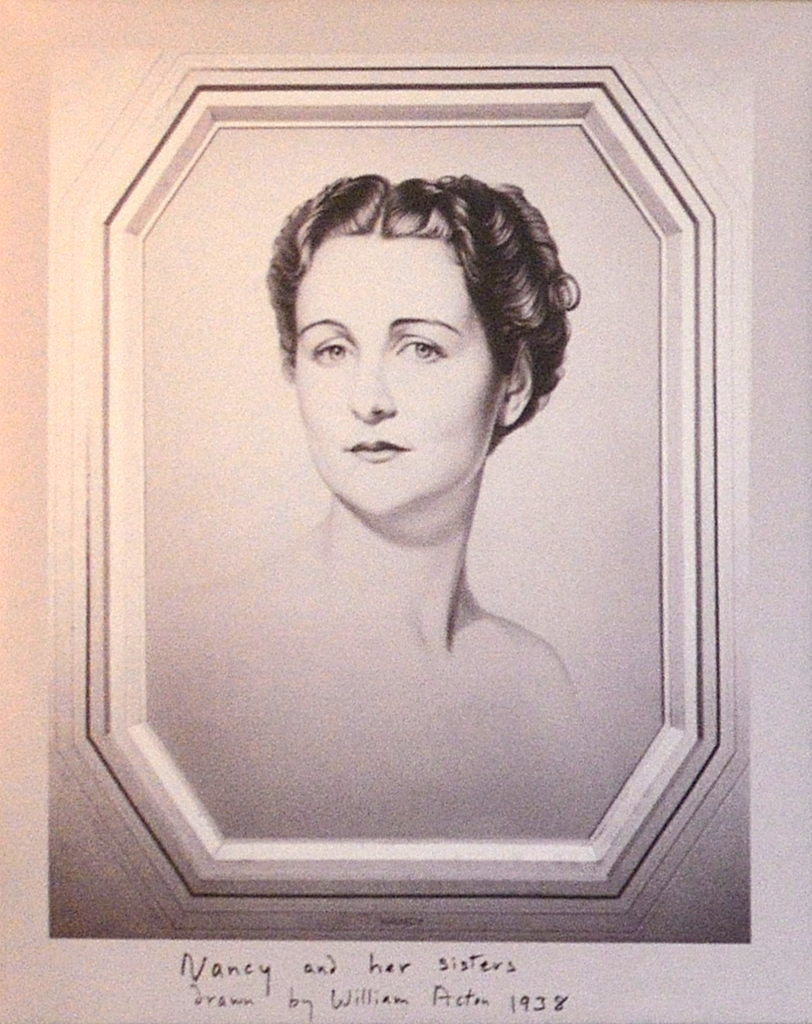
ナンシー・ミットフォード(1904年11月28日 – 1973年6月30日)
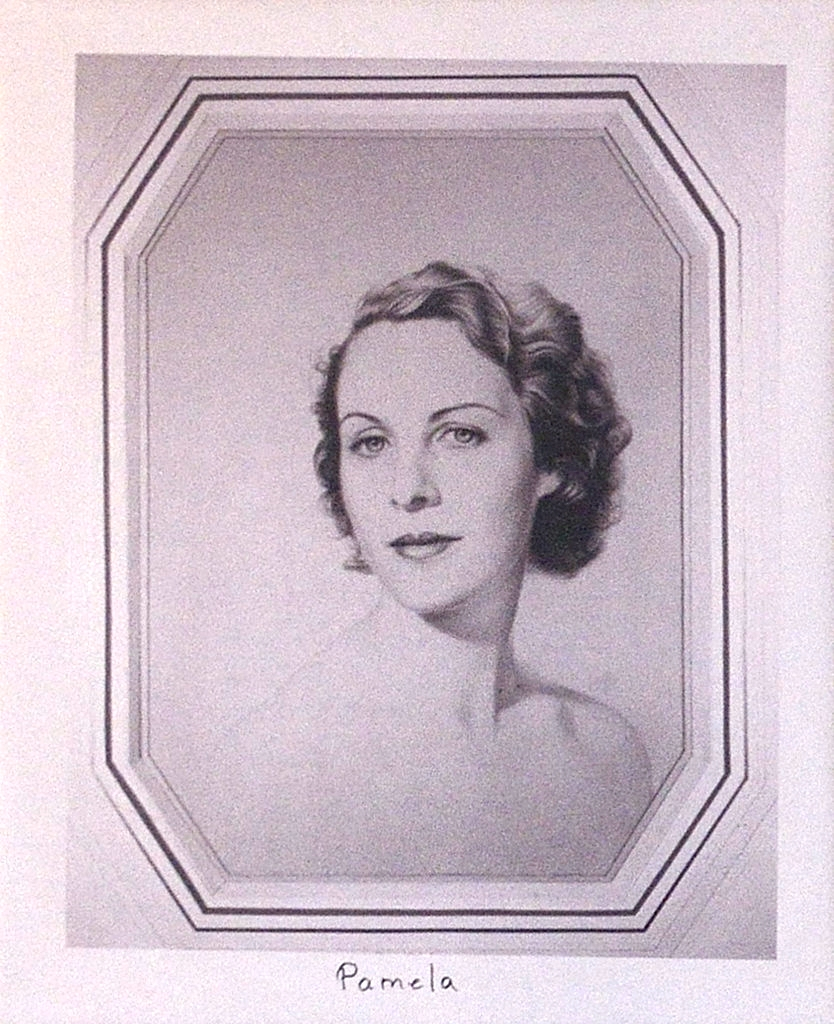
パメラ・ミットフォード(1907年11月25日 – 1994年4月12日)
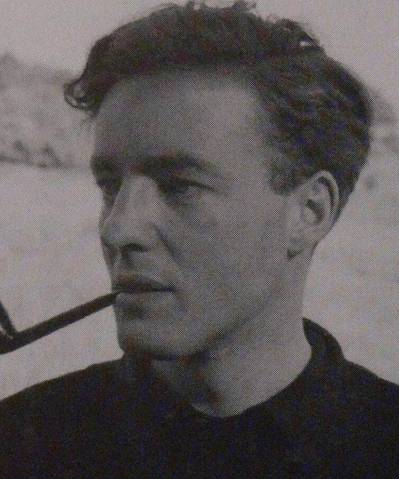
トマス・ミットフォード(1909年1月2日 – 1945年3月30日)
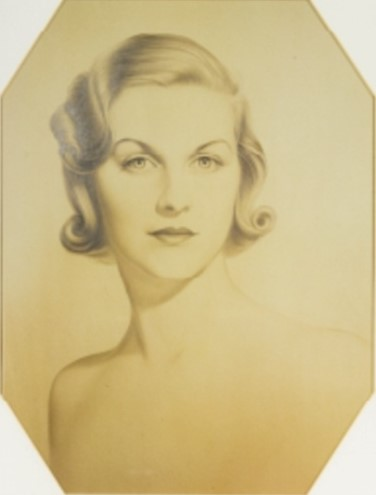
ダイアナ・ミットフォード(1910年6月17日 – 2003年8月11日)
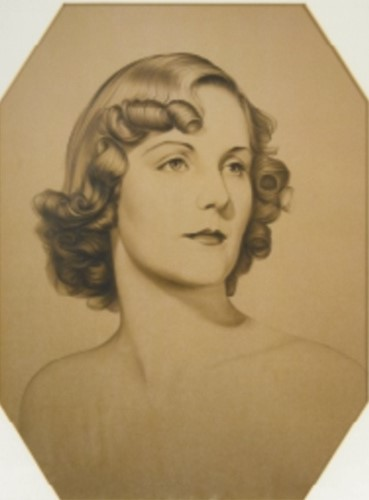
ユニティ・ヴァルキリー・ミットフォード (1914年8月8日 – 1948年5月28日)
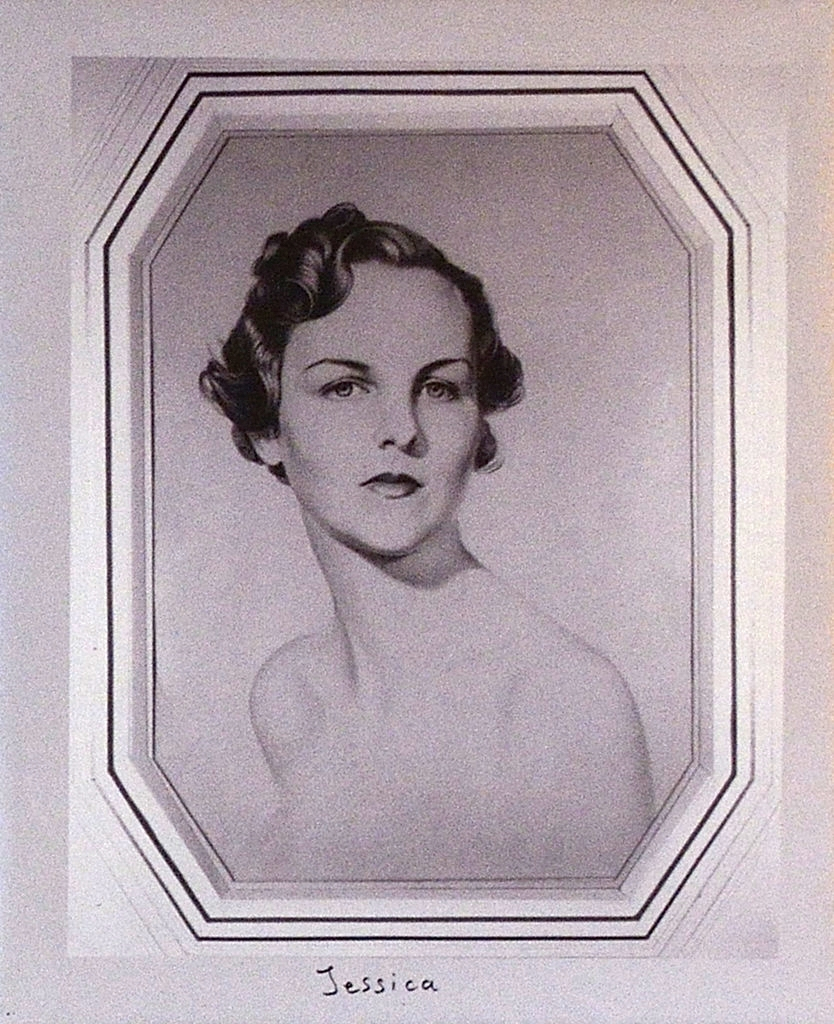
ジェシカ・ミットフォード(1917年9月11日 – 1996年7月22日)
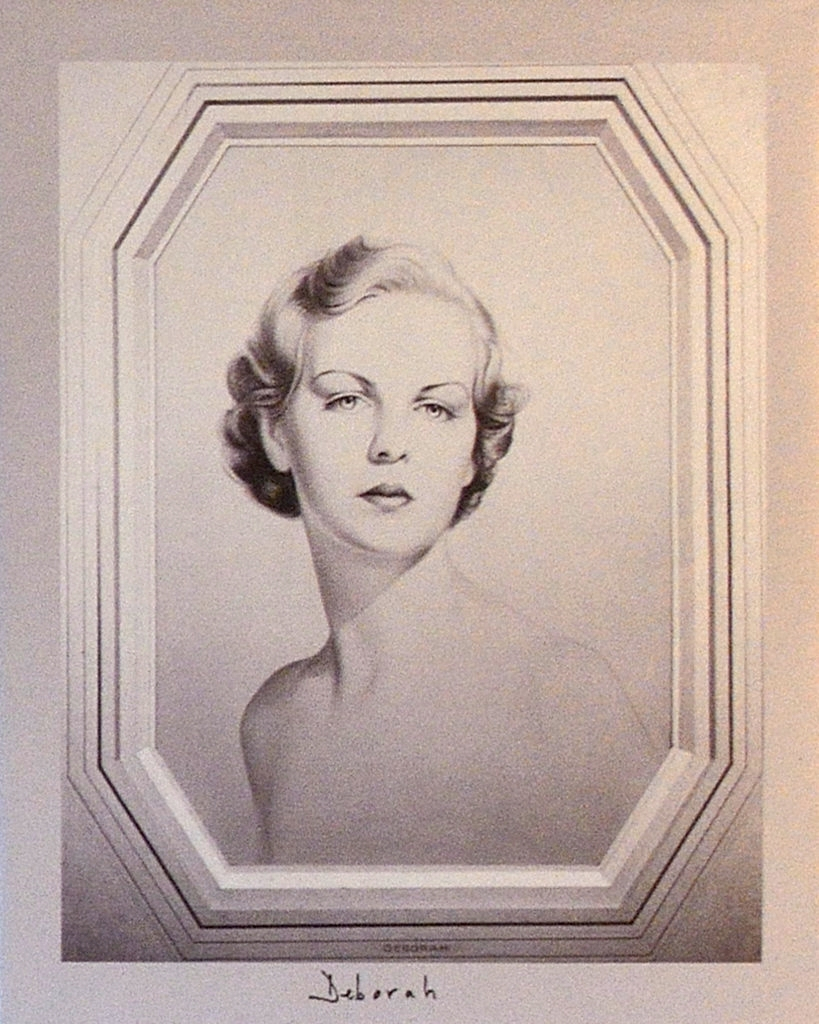
デボラ・ミットフォード(1920年3月31日 – 2014年9月24日)

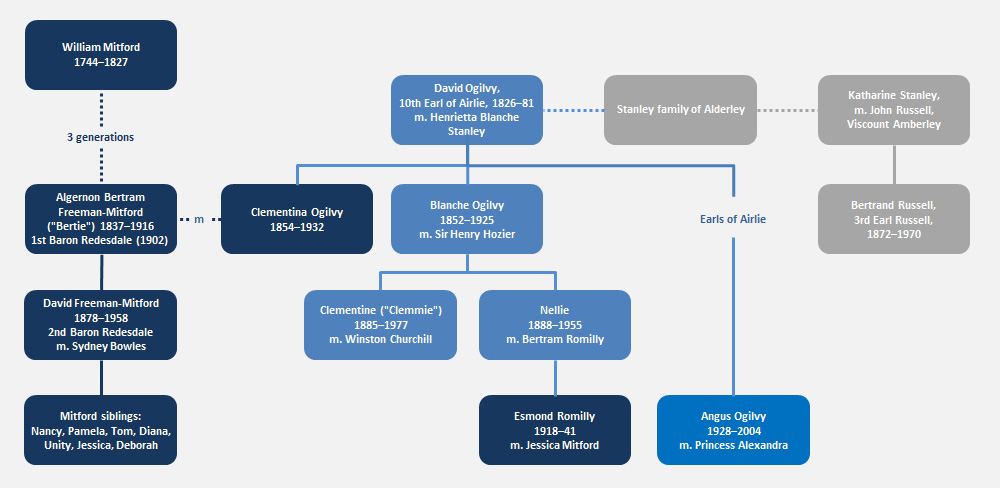
ミットフォード家の係累を示す家系図、婚姻を通じてラッセル家（ベッドフォード公爵）、チャーチル家（マールボロ公爵）などに繋がり、アレクサンドラ王女を通じて英王室に繋がる。